# Běhařovice
Běhařovice (en allemand : Biharzowitz) est un bourg (městys) du district de Znojmo, dans la région de Moravie-du-Sud, en République tchèque. Sa population s'élevait à 373 habitants en 2020.

## Géographie
Běhařovice se trouve à 7 km à l'est-nord-est de Jevišovice, à 17 km au nord de Znojmo, à 44 km au sud-ouest de Brno et à 169 km au sud-est de Prague.
La commune est limitée par Slatina, Újezd et Tavíkovice au nord, par Medlice et Křepice à l'est, par Mikulovice et Vevčice au sud, et par Černín à l'ouest.

## Histoire
La première mention écrite de la localité date de 1046.

## Transports
Par la route, Běhařovice se trouve à 12 km de Jevišovice, à 20 km de Znojmo, à 66 km de Brno et à 215 km de Prague.